# Comarque de Sangüesa
La Comarque de Sangüesa est une comarque et une sous-zone (selon la Zonification Navarre 2000) de la Communauté forale de Navarre (Espagne), située dans la zone de la Navarre Moyenne Orientale. Cette comarque est formée par 12 communes et fait partie de la mérindade de Sangüesa.

## Géographie
La comarque se situe dans la partie centre-orientale de la communauté forale de Navarre dans la zone géographique appelée Navarre Moyenne Orientale, parcourue par le cours de la Rivière Aragon. Elle a une superficie de 467.02 m² et est limitée au nord avec les comarques d'Aoiz et de Lumbier, à l'est avec la province de Saragosse, au sud avec la Ribera Arga-Aragón et à l'ouest avec la comarque de Tafalla.

## Municipalités
La comarque de Sangüesa est composée de 12 communes dans le tableau ci-dessous (données population, superficie et densité de l'année 2009 selon l'INE.
| Municipalité                       | Population | Superficie | Densité |
| ---------------------------------- | ---------- | ---------- | ------- |
| Aibar - Oibar                      | 911        | 47,79      | 19,06   |
| Cáseda (Kaseda)                    | 1 039      | 85,61      | 12,14   |
| Eslava (Ezlaba)                    | 138        | 19,09      | 7,23    |
| Ezprogui (Ezporogi)                | 54         | 46,39      | 1,16    |
| Gallipienzo-Galipentzu             | 126        | 56,45      | 2,23    |
| Javier (Xabier)                    | 113        | 46,60      | 2,42    |
| Leache-Leatxe                      | 55         | 14,63      | 3,76    |
| Liédena (Ledea)                    | 335        | 19,28      | 17,38   |
| Petilla de Aragón (Petilla Aragoi) | 25         | 27,55      | 0,91    |
| Sada (Zare)                        | 185        | 12,65      | 14,62   |
| Sangüesa-Zangoza                   | 5 210      | 68,03      | 76,58   |
| Yesa (Esa)                         | 254        | 22,95      | 11,07   |

### Sources
- (es) Cet article est partiellement ou en totalité issu de l’article de Wikipédia en espagnol intitulé « Comarca de Sangüesa » (voir la liste des auteurs).